# Rudgea triflora
Rudgea triflora är en måreväxtart som beskrevs av George Bentham. Rudgea triflora ingår i släktet Rudgea och familjen måreväxter. Inga underarter finns listade i Catalogue of Life.